# Teufelswette
Die Teufelswette ist, wie die Wette des Mephistopheles in Goethes Tragödie Faust, eine Wette um eine menschliche Seele, redensartlich eine Wette um alles. Gottes Wette mit dem Teufel und menschliche Verwettungen an den Teufel sind als Topos in der Literatur seit dem christlichen Mittelalter (viele Klosterbauwetten mit dem Versucher) oft ein zentrales Moment der Handlung von Legenden, Sagen, Dramen oder Opern.

## Hintergrund und Beispiele
Bei den Germanen und in der griechischen und römischen Antike gab es noch keine Trennung zwischen einer göttlichen und einer dämonischen Seite. Der Dualismus ging aus der Vorstellung eines Dualismus im Judentum auch auf das Christentum über. Erst durch diese Vorstellung erhielt das Motiv des Seelenverkaufs an eine teuflische Macht Einzug in die Volkssagen. In der mittelalterlichen Literatur finden sich viele Beispiele von Bündnissen oder Pakten mit dem Teufel. In der Zeit, zu der Goethe lebte, trat dieses Motiv erneut verstärkt auf.
- Die Ursache der Plagen des biblischen Hiob folgt bereits diesem Muster; hier erscheint im Anschluss daran bereits im Alten Testament eine ausgefeilte theologische Debatte zur Rechtfertigung Gottes, der so etwas tut.
- Typisch für viele Teufelswetten ist die Sage zur Entstehung der Teufelsbrücke über die Reuss.[3]
- Carl Maria von Webers 1821 uraufgeführte Oper Der Freischütz hat zur Basis, dass Kaspar dem Samiel seine Seele verwettet hat; hier gewinnt, was sonst selten gewagt wird, der Teufel.
- 1947 bringt Thomas Mann seinen Roman Doktor Faustus heraus, dessen politisches Motiv Hitlerdeutschlands Verwettung an den Teufel ist.

### Wetten zwischen Gott und dem Teufel
Die Bibel erzählt im Buch Hiob von einem wohlhabenden und gottesfürchtigen Bauern namens Hiob. Zu einer Zeit, als Satan noch im Himmel geduldet war, ließ Gott sich auf eine Wette mit ihm ein, bei der es um die Standhaftigkeit des Glaubens dieses Bauern ging. Satan behauptete, dass Hiob nur deshalb auf Gott vertraute, weil es ihm selbst an nichts mangelte. Gott wollte ihm zeigen, dass dies nicht so sei, daher gestattete er Satan, Hiob all sein Hab und Gut zu nehmen. Und obgleich Satan ihm alles nahm, Familie, Vieh und Wohlstand, fiel Hiob nicht von Glauben ab. Als Satan ihn schwer erkranken lässt und Hiob zu zweifeln beginnt, verlangt er von Gott Rechenschaft.

### Die Sage vom Kölner Dombau
Eine Sage berichtet darüber, dass einst in Köln der alte Dom durch einen Neubau ersetzt werden sollte. Als Baumeister wurde Gerhard von Ryle erwählt. Dieser sollte binnen Jahresfrist einen Bauplan erstellen. Doch jedes Mal wenn er glaubte sein Plan sei nun in einer annehmbaren Form, so fand er doch wieder einen Mangel und verwarf ihn. So kam es, dass er sich eines Tages am Teufelsstein niedersetzte und einschlief. Als er erwachte stand ein Fremder vor ihm, der wie ein französischer Baumeister aussah. Dieser zeichnete geschickt einen Plan in den Sand und der Meister erkannte, dass dieser vorzüglich war. Er fragte den Fremden, was er ihm bezahlen sollte, wenn dieser ihm den Plan überließe. Doch dieser war kein anderer als der Teufel selbst und er forderte die Seele des Baumeisters sowie die seiner Frau und seiner Kinder. Falls er, der Teufel es nicht schaffen sollte den Dom in drei Jahren zu errichten, so seien sie jedoch frei. Da es dem Baumeister unmöglich schien, dass man einen solchen Bau in dieser Zeit vollenden könne, schlug er ein. Durch eine List seiner Frau gelang es dem Pakt zu entrinnen, doch stürzte auch der fast vollendete Dom in sich zusammen und die Bauarbeiten zogen sich noch über Jahrhunderte hin.

### Das kalte Herz
In der Geschichte Das kalte Herz von Wilhelm Hauff geht es ebenfalls um einen Tauschhandel mit dem Teufel, hier nimmt er dem Kohlenmunk Peter sein Herz (oftmals als Sitz der Seele angesehen) und tauscht es gegen einen kalten Stein und Gold ein. Peter verkauft so quasi seine Seele an den Teufel, der hier in Form des Holländer-Michls in Erscheinung tritt. Auch hier findet ein Wettstreit zwischen Gut und Böse statt, denn Peter hat einen Verbündeten, das Glasmännlein, mit dessen Hilfe er sein Herz zurückerlangen und dem Teufel ein gläsernes Kreuz entgegenhalten kann, so dass dieser sich in einen Wurm verwandelt.

### Moderne Interpretation des Stoffes
Der irische Sänger Chris de Burgh erzählte in dem Lied Spanish Train die Geschichte, wie der Teufel mit Gott beim Kartenspiel zusammensitzt und um die Seelen der Menschen pokert. Es geht um einen Eisenbahner, der im Sterben liegt. Am Kopfende seines Bettes steht der Teufel bereit, er glaubt die Seele des Sterbenden schon sicher zu haben. Da erscheint Gott höchstpersönlich und will den Teufel fortjagen. Doch der antwortet ihm, er habe diese Seele zuerst entdeckt und daher gehöre sie ihm. Doch dann lenkt er ein und schlägt Gott eine Partie Poker um die Seelen der Toten vor. Beide haben sie ein gutes Blatt und nehmen je eine neue Karte. Doch der Teufel zieht ein Ass aus dem Ärmel und gewinnt die Partie.